# Pantee Cermin
Pantee Cermin is een bestuurslaag in het regentschap Aceh Barat Daya van de provincie Atjeh, Indonesië. Pantee Cermin telt 2.641 inwoners (volkstelling 2010).